# Істмен Джонсон
І́стмен (Істман) Джо́нсон (англ. Eastman Johnson 29 липня, 1824, — 5 квітня 1906,) — художник зі США.

## Біографія
Батьки — Філіп Карріган Джонсон та Мері Чендлер. В родині було вісім дітей, останнім восьмим і був майбутній художник Істмен Джонсон. Родина мешкала деякий час у штаті Мен, де батько обіймав посаду державного секретаря впродовж двох років. Батько робив успішну адміністративну кар'єру і входив у перелік довірених осіб губернатора штату Мен Джона Фервілда, останній став патроном Філіпа Каррігана. Губернатор штату став конгресменом і відбув у столицю. За ним відбула у Вашингтон і родина Джонсон, де Філіп Карріган був введений у Бюро будівництва і ремонту Військово-морського відомства США. Родина спершу орендувала житло, але статки батька дозволили придбати власне житло неподалік від Білого Дому та Військово-морського відомства в столиці. Будинок в столиці став головним гніздом родини.

## Художня освіта
Старший брат майбутнього художника став військовим. Істмен зажадав стати художником.
Художню кар'єру він почав у майстерні літографа у місті Бостон. 1849 року Істмен відбув у Європу, де влаштувався у Дюссельдорфі в майстерню німецького художника Емануеля Лойце, останній декотрий час мешкав у Сполучених Штатах. Окрім Дюссельдорфа він відвідав Гаагу і Париж, де стажувався в майстерні французького художника Тома Кутюра. 1855 року він повернувся до Сполучених Штатів.

## Майстерня у Нью-Йорку

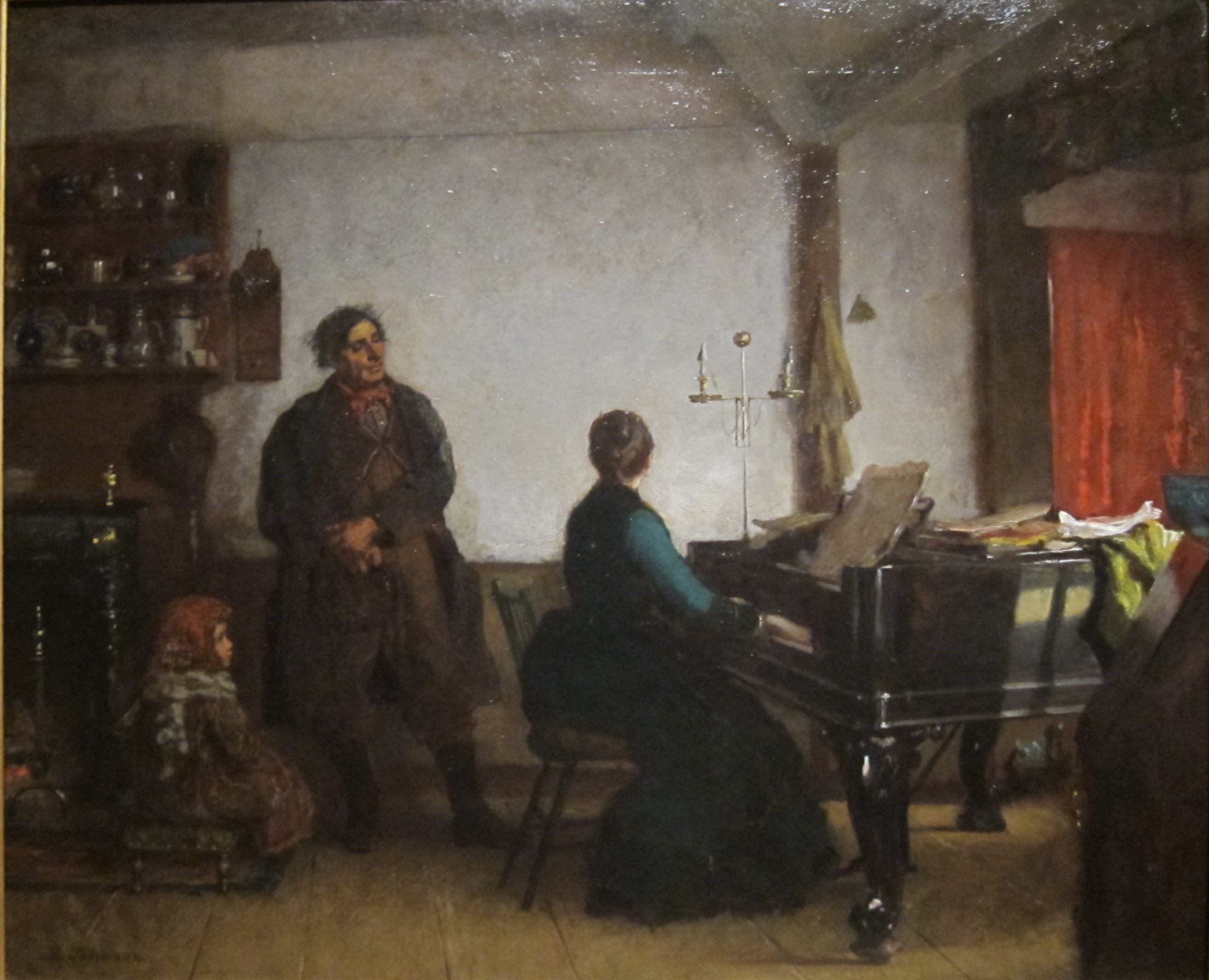
«Зіграй мені», 1880 р., Художній музей Цинциннаті

Вивчення живопису старих майстрів навернуло художника до створення картин побутового жанру. Він надавав перевагу темним фарбам, темним ґрунтам і тьмяному або бічному, часто вечірньому освітленню. За темні фарби картин навіть отримав прізвисько «американський Рембрандт», що було перебільшенням. Він не наблизився до узагальнень і обсервації Рембрандта, але виробився у непоганого майстра побутового жанру з власним, індивідуальним поглядом на різноманітні події і натяками на різні психологічні стани осіб («Щастя покинутого диліжанса», «Фінансова угода двох бізнесменів», «Новий капелюшок для пані» тощо).
Побутовий жанр і пильні спостереження за реальністю приводили художника то до ствердження буржуазно-релігійної добропорядності («Бог мій пан», «Молитва дитини перед сном»), то до створення історичних сюжетів у побутовому забарвленні. Так, убитому на той час президентові США Лінкольну присвячена майже побутова картина «Дорослішання Авраама Лінкольна», (1868 р. Художній музей Мічиганського університету).
Натхнення приводило митця до створення картин, осяяних сонцем чи позитивними настроями, коли він звертався до тем дитинства («Щастя покинутого диліжанса», 1871 р.) або невибагливих сюжетів («Пригощання солдатів напоями», «Зіграй мені»). Навіть тоді митець не відходив від педантичних настанов німецького реалізму і не наближався до техніки імпресіоністів. Печатка більшої живописної свободи в техніці збережена лише у незавершених творах і у ескізах («Виробництво цукру»).
Істмен Джонсон виборов авторитет як художник. Згодом його прийняли до Національної академії дизайну, що відігравала на той час роль художньої академії у Нью-Йорку. Брав участь у виставках.

## Смерть
Помер 5 квітня 1906 року у Нью-Йорку.

## Вибрані твори

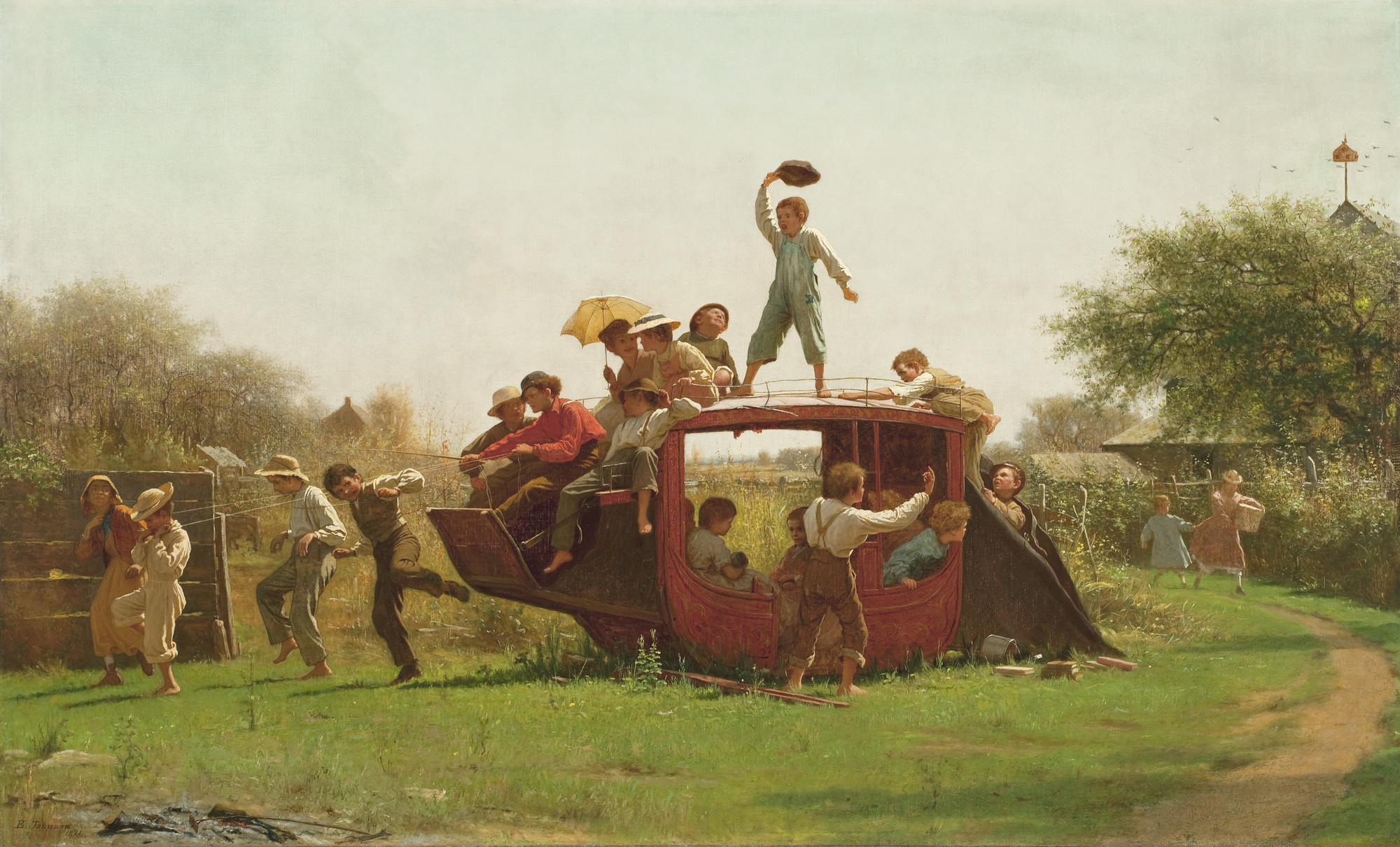
«Щастя покинутого діліжанса», 1871 р.

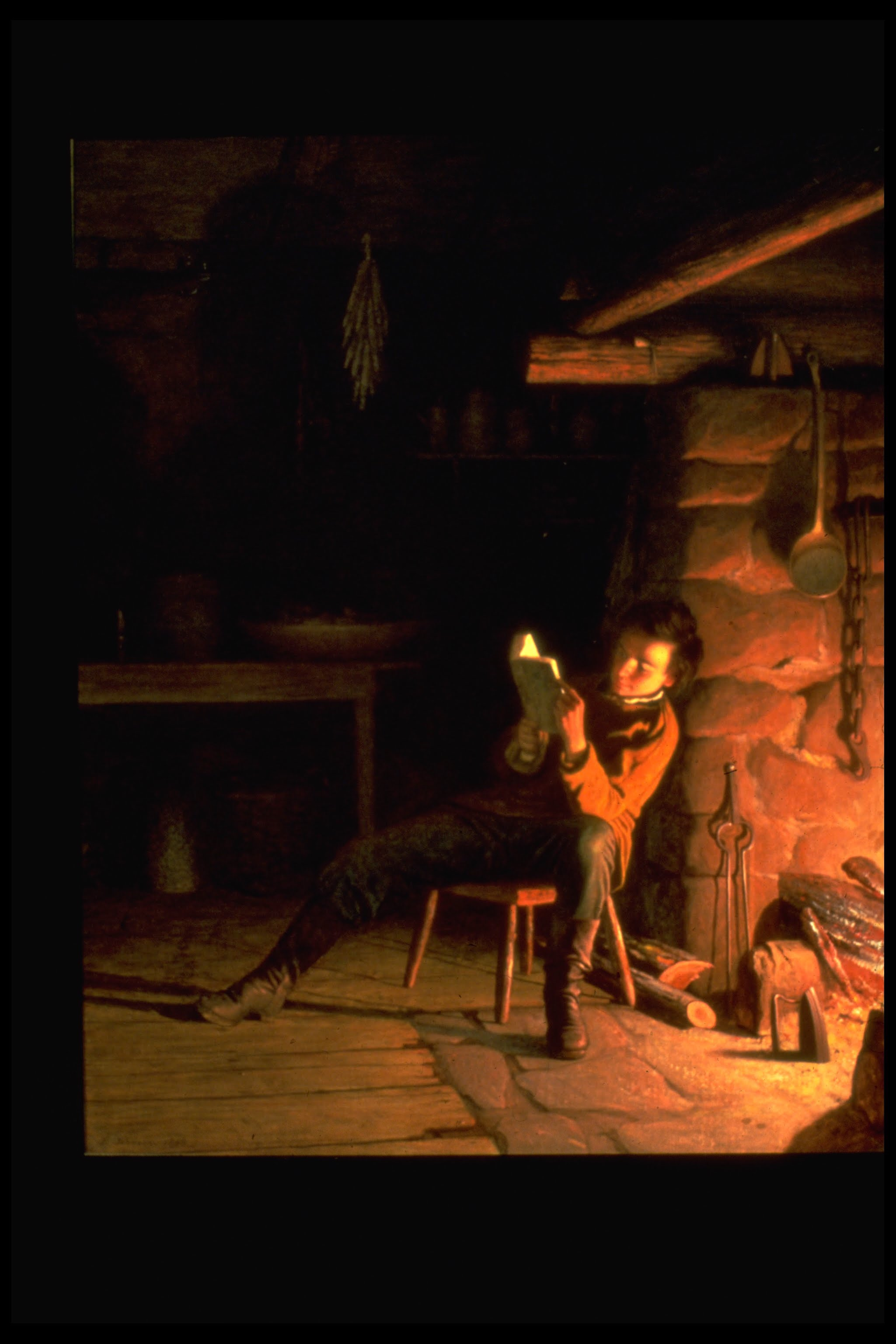
«Дорослішання Авраама Лінкольна», 1868 р. Художній музей Мічиганського університету.

- «Хлопчик-афроамериканець із сопілкою», 1860 р.
- «Автопортрет», 1863 р.
- «Бог мій пан», 1863 р.
- «Малий школяр», 1865 р.
- «Дорослішання Авраама Лінкольна», 1868 р. Художній музей Мічиганського університету.
- «В родині Браун», 1869 р.
- «Мати з дитиною», до 1870 р.
- «Щастя покинутого диліжанса», 1871 р.
- «Молитва дитини перед сном», бл. 1873 р.
- «Мене нема вдома», бл. 1873 р., Бруклінський музей
- «Обробка кукурудзяних качанів у Нантукеті» бл. 1875 р., Музей мистецтва Метрополітен.
- «Очищення зерня від плевел», до 1879 р., Музей витончених мистецтв (Бостон)
- «Зіграй мені», 1880 р., Художній музей Цинциннаті
- "Виробництво цукру ", без дати, Музей мистецтв округу Лос-Анжелес
- «Гловер Клівленд», 1891 р.
- « Цікаві новини» («Паньонка читає газету»)

## Галерея обраних творів

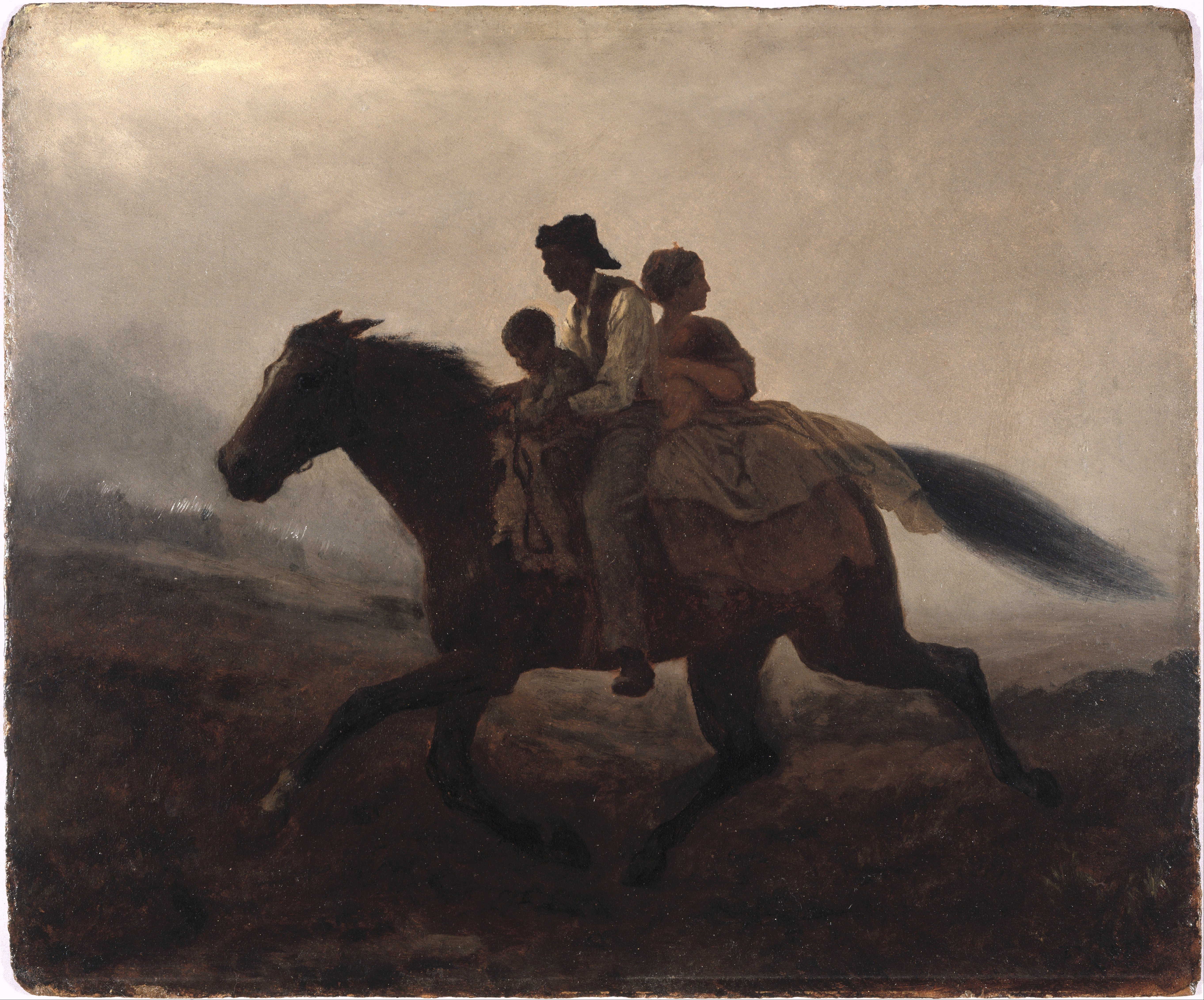
«Втеча рабів на свободу», бл. 1862 р., Бруклінський музей

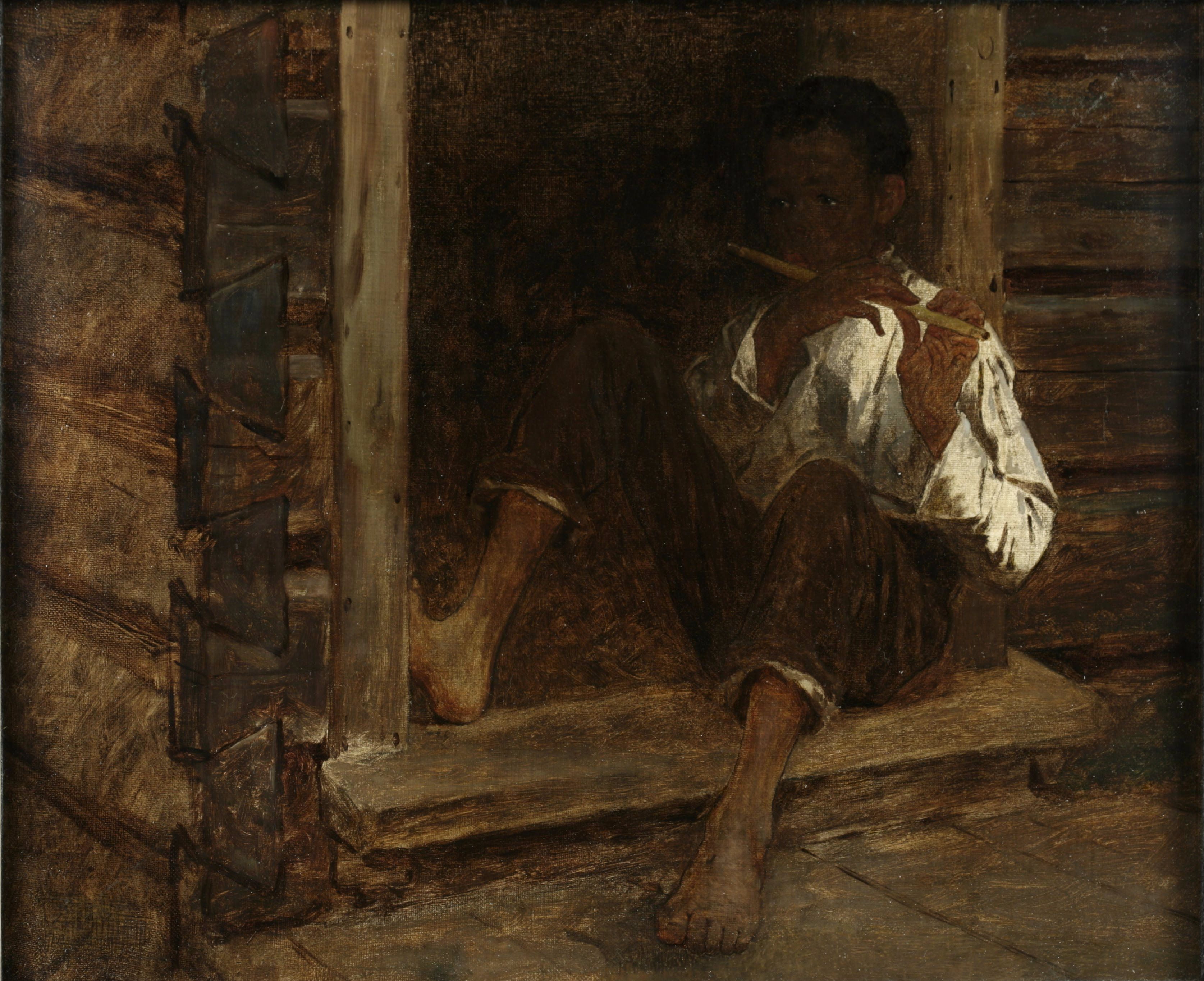
«Хлопчик-афроамериканець із сопілкою», 1860 р.
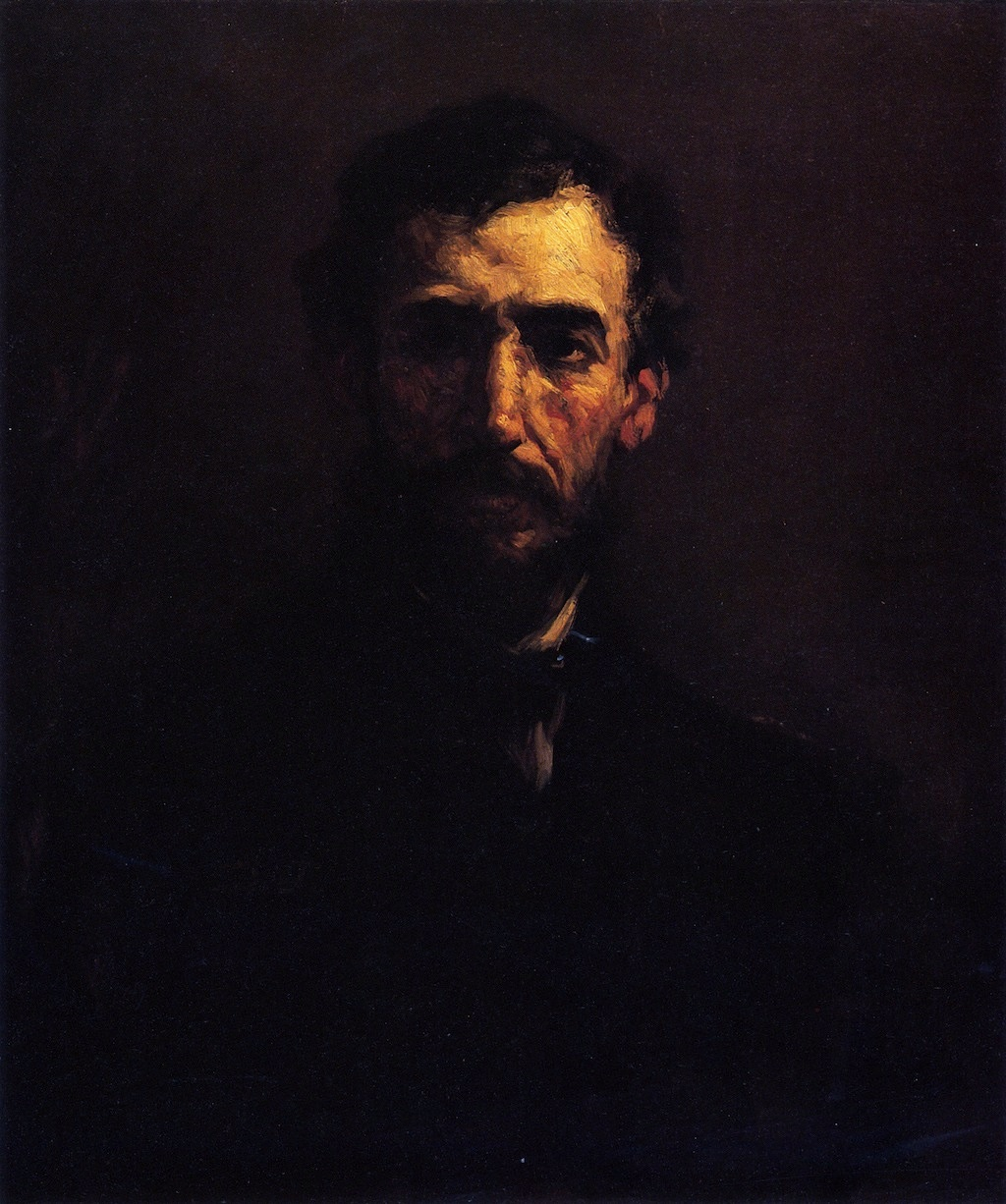
«Санфорд Р. Джифорд», бл. 1880 р.
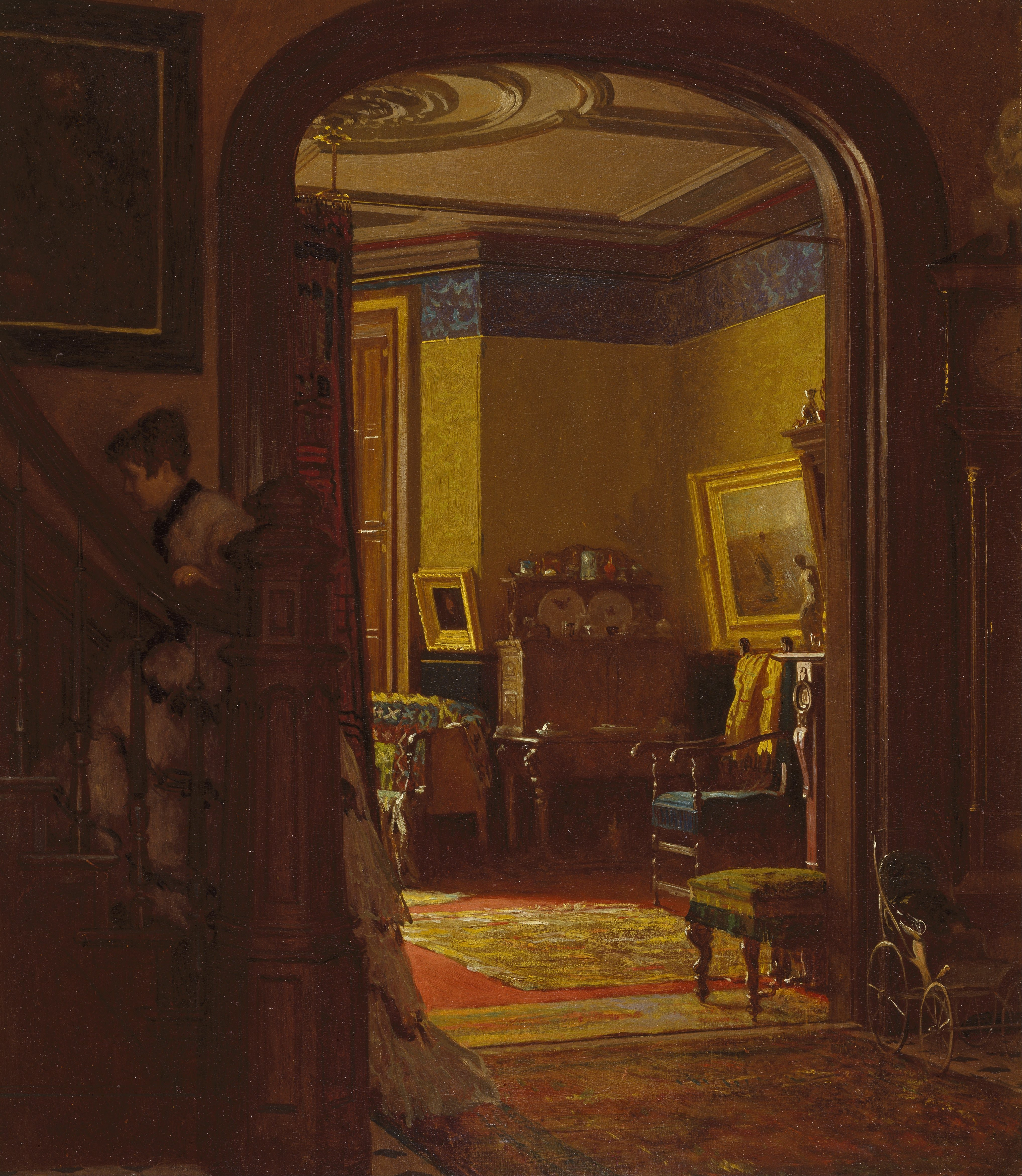
«Мене нема вдома», бл. 1873 р., Бруклінський музей
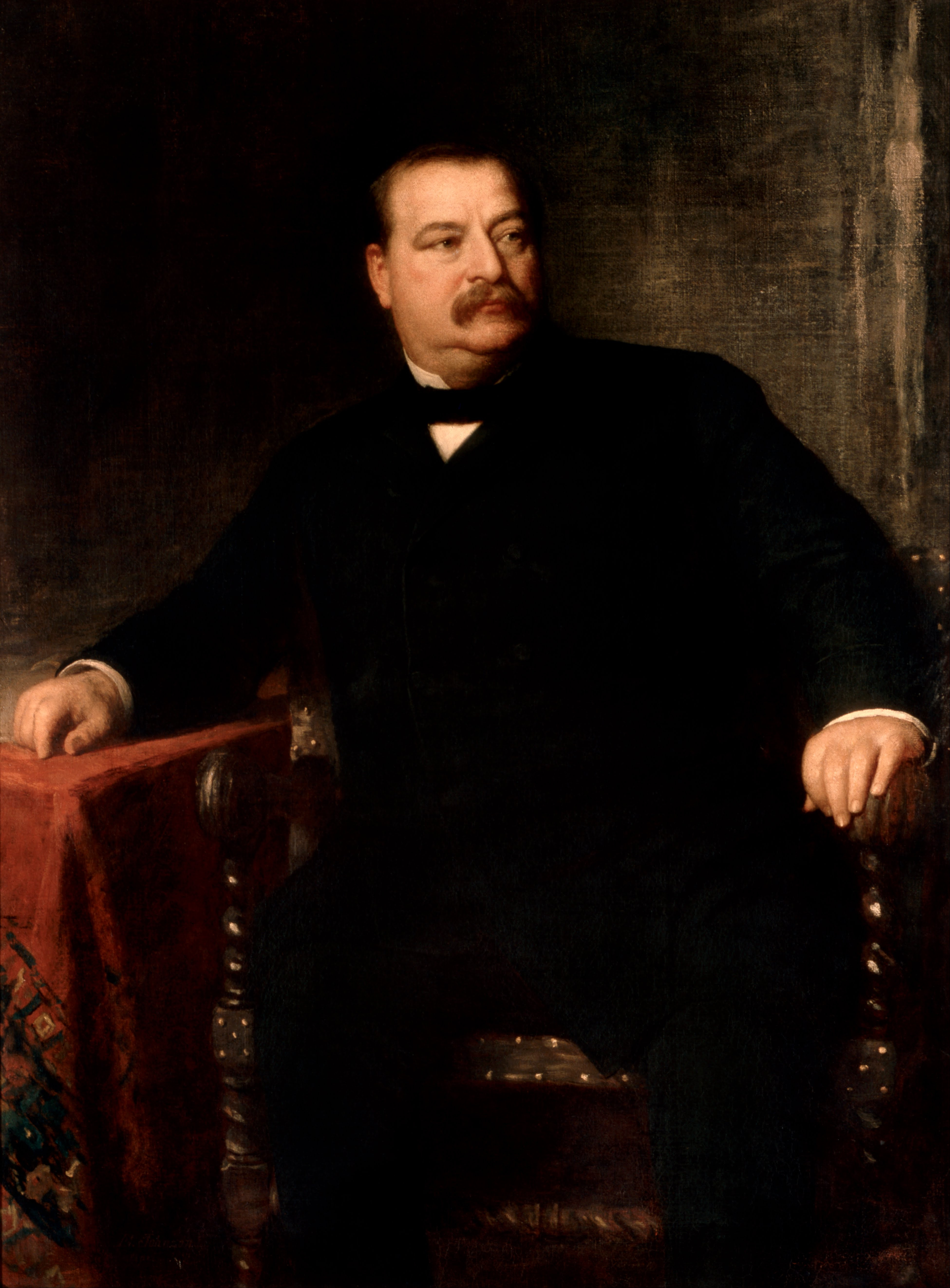
«Гловер Клівленд», 1891 р.
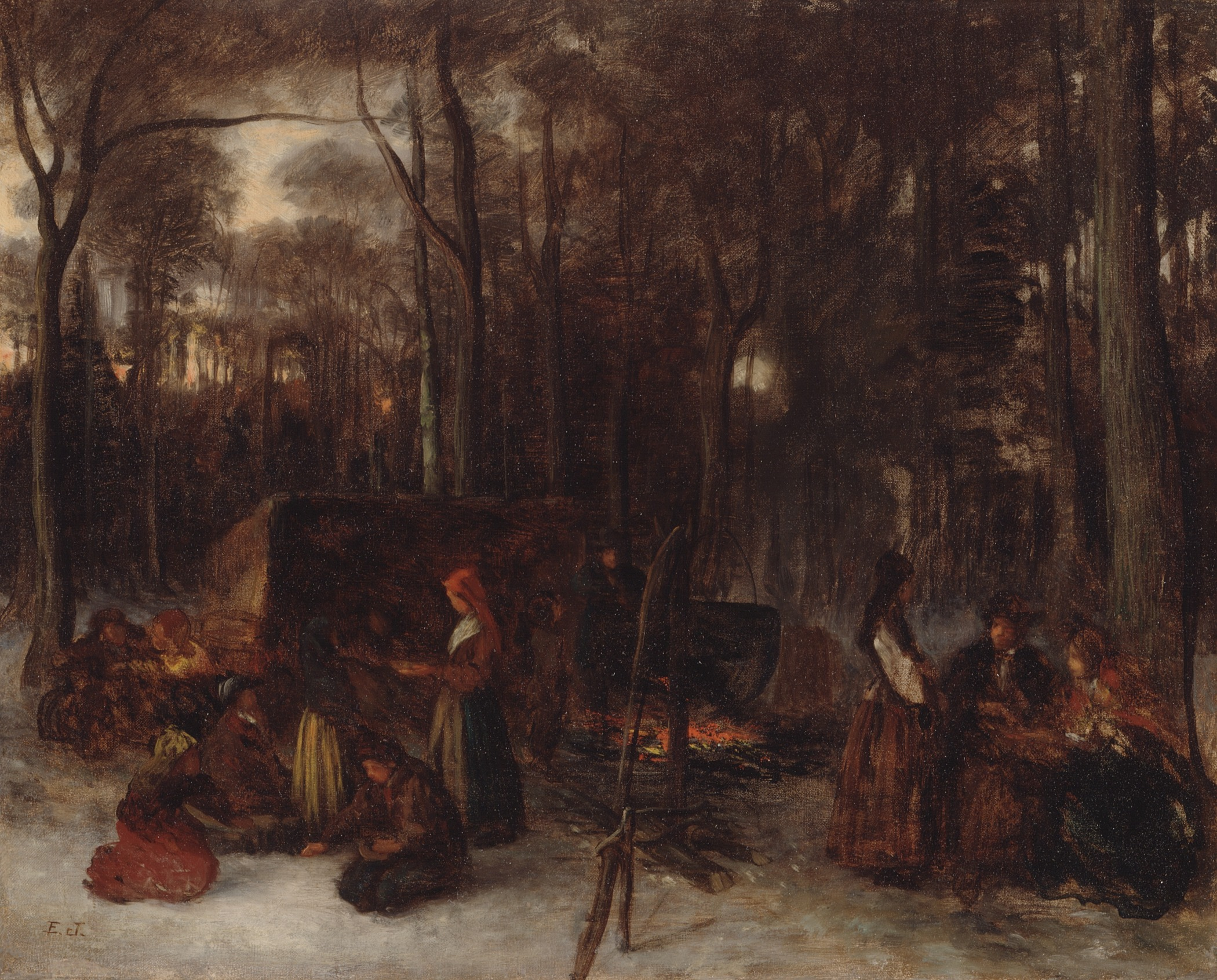
«Виробництво цукру », без дати, Музей мистецтв округу Лос-Анжелес
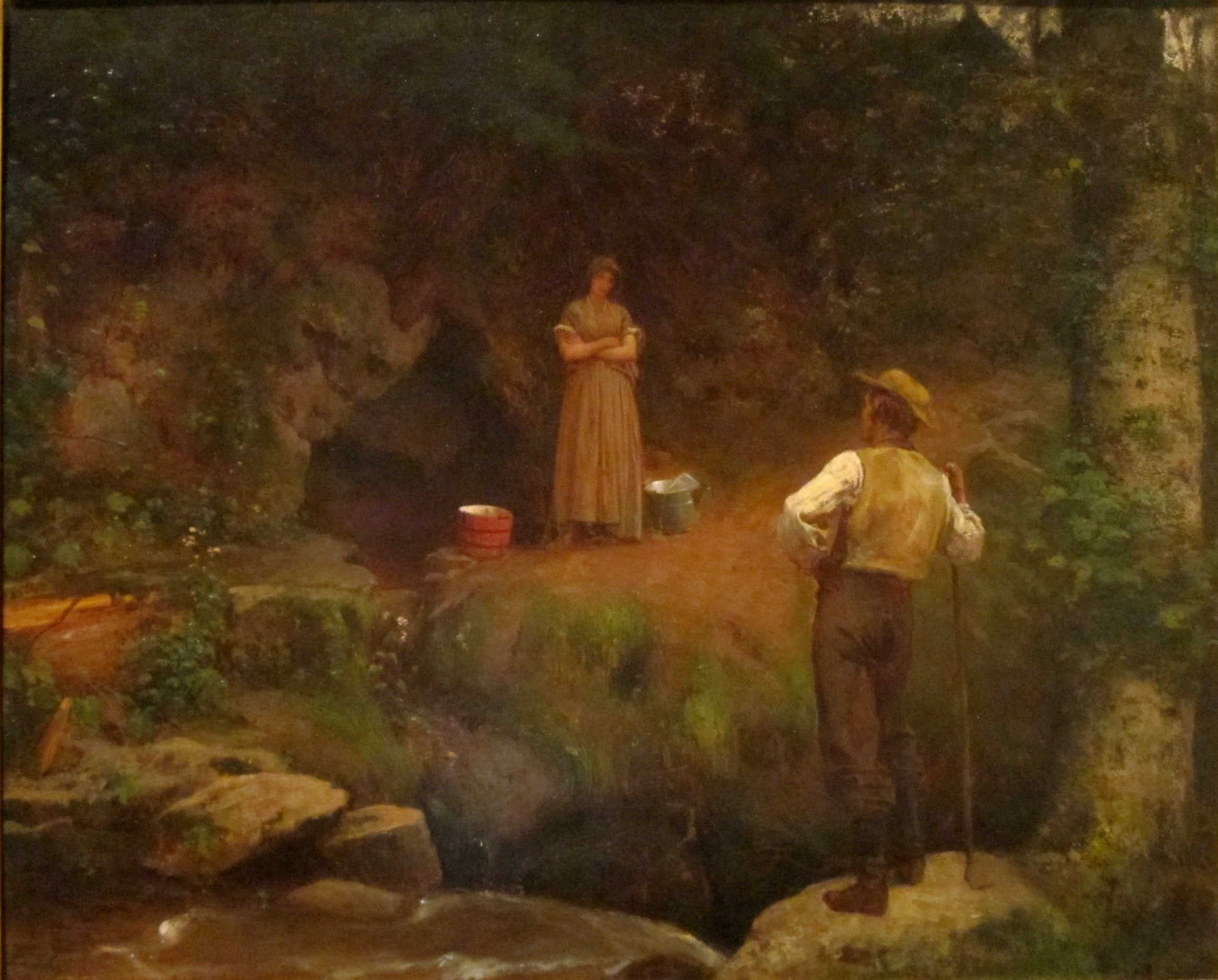
«Перший період кохання», бл. 1870 р.
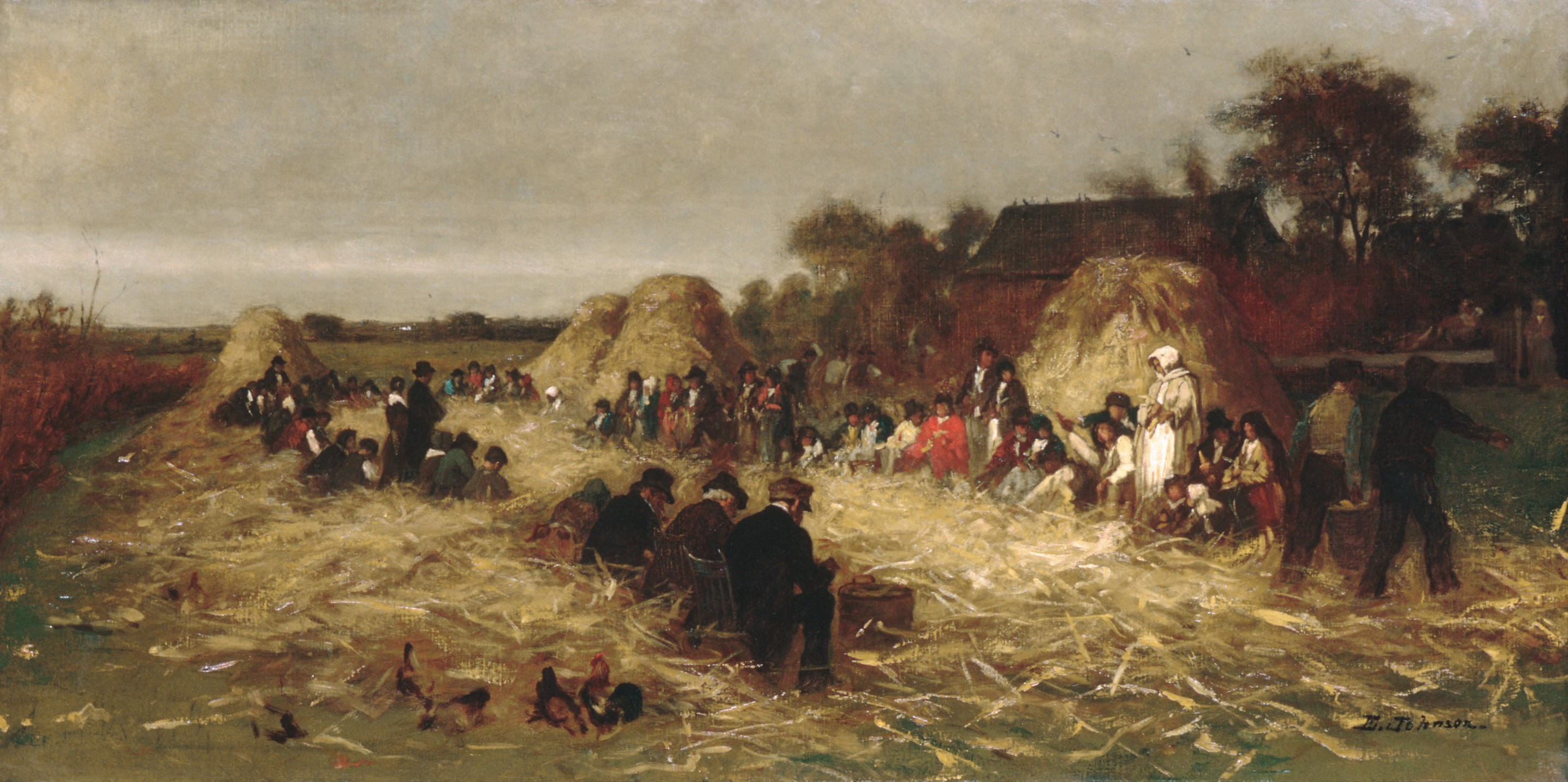
«Обробка кукурудзяних качанів у Нантукеті», бл. 1875 р., Музей мистецтва Метрополітен.
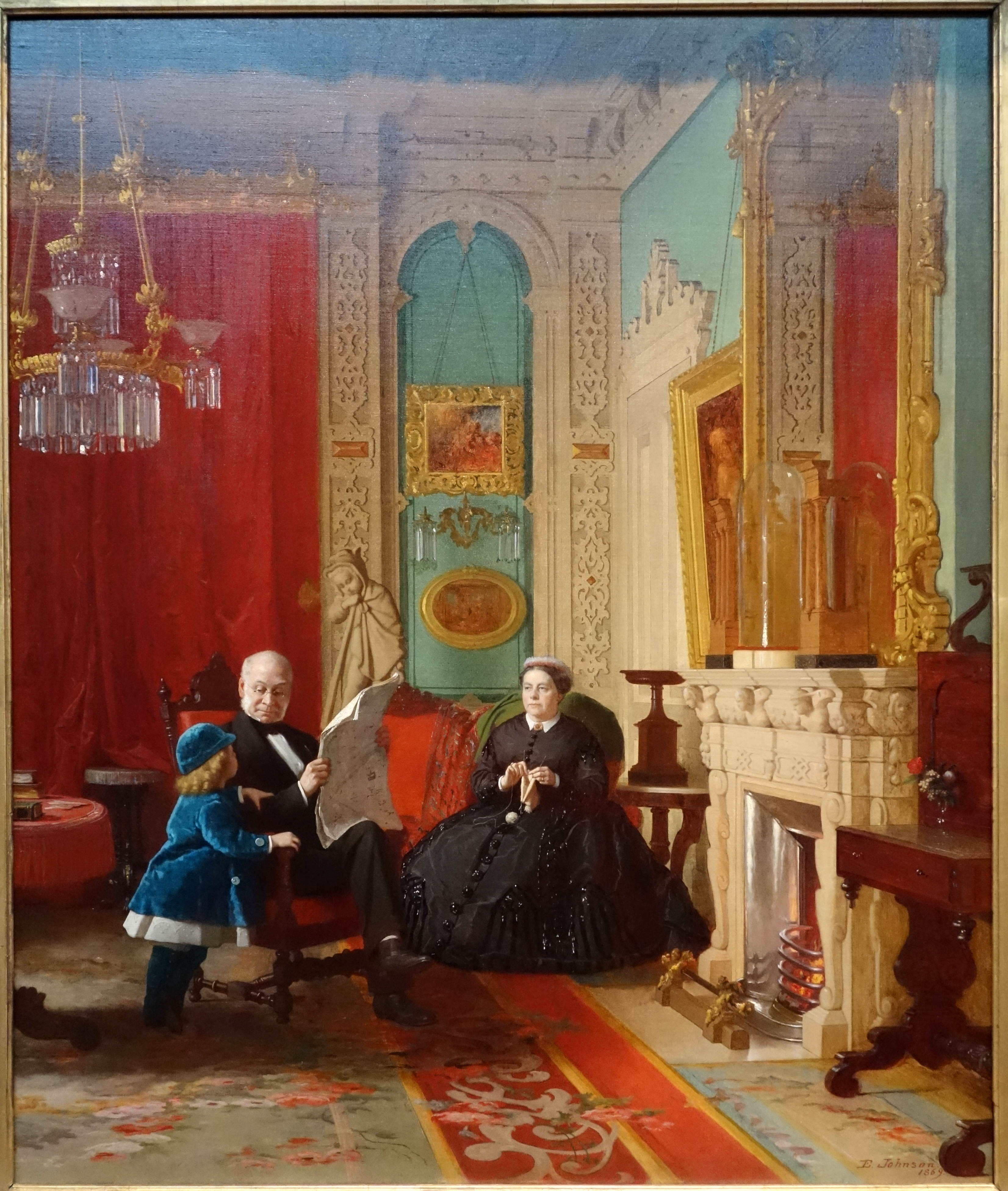
«В родині Браун», 1869 р.